# یودنو
یودنو (به لاتین: Udenu) یک سکونتگاه مسکونی در نیجریه است که در ایالت انوگو واقع شده‌است.

## خصوصیات
یودنو ۲۴۸ کیلومترمربع مساحت و ۱۷۸٬۴۶۶ نفر جمعیت دارد.